# Alan Palmer
Alan Warwick Palmer (* 28. September 1926 in Ilford; † 25. März 2022) war ein britischer Autor historischer und biografischer Bücher.

## Leben
Palmer besuchte die Bancroft School in Woodford Green, bevor er an das Oriel College in Oxford in England ging. Von 1953 bis 1969 war er an der Highgate School in London Leiter des History Department. Am 1. September 1951 heiratete er Veronica Mary (geborene Cordell). Mehr als vierzig Jahre widmete er sich zusammen mit seiner Frau seinen historischen Forschungen und der Schriftstellerei.

## Auszeichnungen und Ehrungen
- 1980: Fellow der Royal Society of Literature, London.

## Veröffentlichungen (Auswahl)
Zu Palmers Veröffentlichungen gehören mehrere Dutzend Einzeldarstellungen und Nachschlagewerke, die zum Teil auch ins Deutsche und ins Französische übersetzt vorliegen.
- mit Carlisle Aylmer Macartney: Independent Eastern Europe. A History. Macmillan, London/St. Martins’s Press, New York City, New York, USA 1962.
- Napoleon in Russia. André Deutsch, London 1967
  - Napoleon in Russland. übersetzt von Hans Jürgen Baron von Koskull. G. B. Fischer, Frankfurt am Main 1969.
- Russia in War and Peace. Weidenfeld and Nicolson, London 1972, ISBN 0-297-99565-0.
- Alexander I.: Tsar of War and Peace. Weidenfeld and Nicolson 1974, ISBN 0-297-76700-3.
  - Alexander I. Der rätselhafte Zar. Ullstein, Berlin/Frankfurt am Main 1994, ISBN 3-548-35402-5.
- Princes of Wales. Weidenfeld & Nicolson, London 1979, ISBN 0-297-77691-6.
- Twilight of the Habsburgs: The Life and Times of Emperor Francis Joseph. Phoenix Giant, London 1997, ISBN 1-85799-869-3.
  - Franz Joseph I.: Kaiser von Österreich und König von Ungarn. List, München/Leipzig 1995, ISBN 3-471-78431-4.
- Metternich: Councillor of Europe. Neuauflage. Phoenix Giant, 1997, ISBN 1-85799-868-5.
  - Metternich, der Staatsmann Europas. Claassen, Düsseldorf 1977, ISBN 3-546-47346-9.
- The Kaiser: Warlord of the Second Reich. Weidenfeld and Nicolson, London 1978, ISBN 0-297-77393-3.
  - Kaiser Wilhelm II.: Glanz und Ende der preussischen Dynastie. Molden, Wien/München 1982, ISBN 3-217-00984-3.
- Bismarck. Weidenfeld and Nicolson, London 1976, ISBN 0-297-77072-1.
  - Bismarck. Lübbe, Bergisch Gladbach 1978, ISBN 3-404-00874-X.
- The Chancelleries of Europe.
  - Glanz und Niedergang der Diplomatie: Die Geheimpolitik der europäischen Kanzleien vom Wiener Kongress bis zum Ausbruch des Ersten Weltkriegs. Claassen, Düsseldorf 1986, ISBN 3-546-47352-3.
- Banner of Battle: Story of the Crimean War. Weidenfeld and Nicolson, London 1987, ISBN 0-297-79042-0.
- Crowned Cousins: The Anglo-German Royal Connection. Weidenfeld and Nicolson, London 1985, ISBN 0-297-78711-X.
  - Gekrönte Vettern: Deutscher Adel auf Europäischen Thronen. Claassen, Düsseldorf 1989, ISBN 3-546-47354-X.
- mit Veronica Palmer: The Chronology of British History. 1992.
- The Decline and Fall of the Ottoman Empire. 1992, John Murray, London. (Neuauflage: Fall River Press, 2011, ISBN 978-1-4351-3951-0)
  - Verfall und Untergang des Osmanischen Reiches. Heyne, München 1997, ISBN 3-453-11768-9.
- Who’s Who in World Politics? From 1860 to the Present Day. Routledge, London / New York 1996, ISBN 0-415-13161-8.
- Who’s who in Shakespeare’s England. Methuen, London 2000, ISBN 0-413-74710-7.
- The Salient: Ypres 1914–1918. Constable, London 2007, ISBN 978-1-84119-633-6.
- East End: Four Centuries of London Life. Faber & Faber, London 2011, ISBN 978-0-571-27537-3.